# Raúl Lizoain
Raúl Lizoain (Las Palmas, 27 de janeiro de 1991) é um futebolista profissional espanhol que atua como goleiro.

## Carreira
Raúl Lizoain começou a carreira no Unión Viera.